# 198 TCN
Năm 198 TCN là một năm trong lịch Julius. 

## Mất
- Triệu Cơ (汉朝; là tình nhân của Lưu Bang và mẹ ruột của Lưu Trường; thế kỷ 3—198 TCN)